# Урюмка
Урюмка — река в России, протекает в Тетюшском районе Татарстана. Левый приток Кильны (бассейн Свияги). 
Длина реки 11 км, площадь бассейна 39,7 км². Исток в густом лесу в Щучьих горах на юге района, в 2,8 км к востоку от деревни Красный Восток. Течёт на северо-восток через посёлок Пищемар к селу Урюм и поворачивает на север. Впадает в Кильну по левому берегу у нижнего края села Пролей-Каша (31 км от устья). 
Имеется крупный пруд выше села Урюм, ниже села реку пересекает автодорога Ульяновск — Тетюши. 

## Данные водного реестра
По данным государственного водного реестра России относится к Верхневолжскому бассейновому округу, водохозяйственный участок реки — Свияга от села Альшеево и до устья, речной подбассейн реки — Волга от впадения Оки до Куйбышевского водохранилища (без бассейна Суры). Речной бассейн реки — (Верхняя) Волга до Куйбышевского водохранилища (без бассейна Оки).
Код водного объекта в государственном водном реестре — 08010400612112100002447.